# Pink Narcissus
Pink Narcissus is een Amerikaanse arthouse dramafilm uit 1971 van James Bidgood over de erotische fantasieën van een homoseksuele man.

## Verhaal
Tussen de bezoeken van zijn klanten door fantaseert een knappe mannelijke prostitué (Bobby Kendall), wanneer hij alleen in zijn flat is, over situaties waarin hij een centrale rol speelt. Zo ziet hij zichzelf als een stierenvechter, een Romeinse slaaf en de keizer die hem veroordeelt en als de baas van een mannelijke harem voor wie een andere man een sensuele buikdans uitvoert.

## Productie
De film werd vooral gedraaid op 8 mm in fel, onwerkelijk licht en intense kleuren. Op de laatste scène na werd de hele film (inclusief de buitenscènes) over een periode van zeven jaar (van 1963 tot 1970) opgenomen in de kleine New Yorkse flat van de regisseur en uiteindelijk zonder diens toestemming uitgebracht, reden waarom hij zich als "anoniem" liet aftitelen.

## Toeschrijving
Lange tijd was niet duidelijk wie de film had gemaakt en sommigen meenden de hand van Andy Warhol erin te herkennen. In het midden van de jaren 1990 werd duidelijk dat James Bidgood de maker was. Bidgoods kitscherige stijl werd later geïmiteerd en verfijnd door kunstenaars als Pierre et Gilles. De film is inmiddels uitgegroeid tot een klassieker en heeft een cultstatus.

## Rolverdeling
| Acteur        | Personage |
| ------------- | --------- |
| Don Brooks    | Angel     |
| Bobby Kendall | Pan       |

## Muziek
- Modest Moessorgski: Schilderijen van een tentoonstelling
- Modest Moessorgski: Een nacht op de Kale Berg
- Sergej Prokofjev: Alexander Nevsky